# Salt River-reservatet
Salt River-reservatet er et indianerreservat med hovedsæde i byen Scottsdale, som nu er del af Phoenix, Arizona, USA.
Placering: 24 km nordøst for Phoenix i Maricopa County, på Salt River, omringet af bebyggelser.
Stamme: Pima, Maricopa. Kendt for: Kurvevævning, lerpotter.